# NJPW Royal Quest II
NJPW Royal Quest II fue un evento de lucha libre profesional producido por la empresa New Japan Pro-Wrestling (NJPW), que tuvo lugar el 1 y 2 de octubre de 2022 desde el Crystal Palace National Sports Centre en la ciudad de Londres, Inglaterra.

## Producción
El 16 de agosto de 2022, NJPW anunció su regreso a Inglaterra con la realización de una segunda edición del evento Royal Quest, llevándose a cabo en dos días en el Crystal Palace National Sports Centre.

## Resultados

### Día 1: 1 de octubre
En paréntesis se indica el tiempo de cada combate:
- Gabriel Kidd derrotó a Dan Moloney (9:19).
  - Kidd cubrió a Moloney después de un «Piledriver».
- Michael Oku y Ricky Knight Jr. derrotaron a United Empire (Gideon Grey & Great-O-Khan) (12:17).
  - Knight cubrió a Grey después de un «Good Night Driver».
- Ava White y Alex Windsor derrotaron a Jazzy Gabert y Kanji (6:18).
  - Windsor cubrió a Kanji después de un «GTF».
- Los Ingobernables de Japón (Hiromu Takahashi, SANADA & Tetsuya Naito) derrotaron a Suzuki-gun (DOUKI, El Desperado & Zack Sabre Jr.) (14:29).
  - Naito cubrió a DOUKI después de un «Destino».
- CHAOS (Tomohiro Ishii & Kazuchika Okada) derrotaron a Bad Dude Tito y Zak Knight (12:47).
  - Ishii cubrió a Knight después de un «Vertical Drop Brainbuster».
- Guerrillas of Destiny (Tama Tonga, Hikuleo & Jado) y Hiroshi Tanahashi derrotaron a Bullet Club (Gedo, Doc Gallows, Karl Anderson & Jay White) (12:15).
  - Tanahashi cubrió a Gedo después de un «High Fly Flow».
- Will Ospreay derrotó a Shota Umino (15:30).
  - El árbitro declaró a Ospreay como el ganador al decretar que Umino no podía continuar por quedar inconsciente.
  - El Campeonato Peso Pesado de los Estados Unidos de la IWGP de Ospreay no estuvo en juego.
- FTR (Cash Wheeler & Dax Harwood) derrotaron a Aussie Open (Kyle Fletcher & Mark Davis) (con Great-O-Khan) y retuvieron el Campeonato en Parejas de la IWGP (31:59).
  - Harwood cubrió a Fletcher después de un «Big Rig».
  - El Campeonato en Parejas de Peso Abierto STRONG de Aussie Open no estuvo en juego.

### Día 2: 2 de octubre
En paréntesis se indica el tiempo de cada combate:
- Suzuki-gun (DOUKI & El Desperado) derrotaron a Michael Oku y Robbie X (9:33).
  - Desperado cubrió a Robbie después de un «El Es Clero».
- Los Ingobernables de Japón (Hiromu Takahashi & SANADA) derrotaron a North West Strong (Ethan Allen & Luke Jacob) (14:04).
  - SANADA forzó a Allen a rendirse con un «Skull End».
- Jazzy Gabert derrotó a Ava White y avanzó a semifinales del torneo por el inaugural Campeonato Femenino de la IWGP (10:34).
  - Gabert cubrió a White después de un «Inoki plex».
- United Empire (Gideon Grey, Kyle Fletcher, Mark Davis, Great-O-Khan & Will Ospreay) derrotaron a FTR (Cash Wheeler & Dax Harwood), Shota Umino, Gabriel Kidd y Ricky Knight Jr. (16:57).
  - O-Khan cubrió a Knight después de un «Eliminator».
- Guerrillas of Destiny (Tama Tonga & Hikuleo) y Hiroshi Tanahashi (con Jado) derrotaron a Bullet Club (Doc Gallows, Karl Anderson & Jay White) (con Gedo) (10:54).
  - Tonga cubrió a Gallows después de un «Gun stun».
- Kazuchika Okada derrotó a Bad Dude Tito (8:13).
  - Okada cubrió a Tito después de un «Rainmaker».
- Tomohiro Ishii derrotó a Yota Tsuji (17:36).
  - Ishii cubrió a Tsuji después de un «Vertical Drop Brainbuster».
- Tetsuya Naito derrotó a Zack Sabre Jr. (21:05).
  - Naito cubrió a Sabre después de un «Destino».